# Мегаигра
„Мегаигра“ е българско списание на издателство МЕГА, основано през 1995 г. като „списание за интерактивна литература“. „Духовен“ наследник на списание „Мегаигри“.
От него излизат 14 книжки, като в повечето случаи обемът е 112 стр. Спира да излиза през април 1998 г.
Създадено е по идея на Петър Станимиров. Списанието публикува книги-игри, статии за жанра, разкази, загадки и писма от читатели.

## Издаване
Списание „Мегаигра“ е планувано като месечно издание, но има прекъсване за около година след брой 5. Издател на списанието е издателство „Мега“, закупено впоследствие от издателство „Бард“. Издаването на „Мегаигра“ е възобновено през 1997 г. с намален формат и обем от 80 страници.
Декември 2012 г. започва издаването на Списание за книги-игри, което се води негов духовен наследник.

## Екип
Първоначално:
- Любомир Николов, автор и редактор
- Димитър Славейков, автор и редактор
- Ваня Кирова, редактор
- Петър Станимиров, редактор и оформление
- Божидар Димитров[2], художник

След брой 5:
- Любомир Николов, автор и редактор
- Георги Миндизов, автор и редактор
- Елена Павлова, автор и редактор
- Петър Станимиров, редактор, оформление, дизайн и илюстрации
- Джени Тодорова, коректор
- Пенко Галев, художник
- Румен Чаушев, художник

## Целева аудитория
Списанието е насочено основно към феновете на жанра книга-игра, като според редакционата статия на първи брой „МЕГАИГРА ще бъде за вас чудесен спътник средм ножеството книги-игри“.

## Последни години
Последните години на списанието съвпадат до голяма степен с „края на първата вълна“, къде поради пренасищане на пазара, къде поради навлизане на нови технологии и забавления издаването на книги-игри замира рязко през 1997 – 98 г.

## Приемственост
Духът на традициите на списание „Мегаигра“ намират своя продължител в лицето на „Списание за книги-игри“, което излиза на фенски начала покрай „Новата вълна“ книги-игри, подели началото си от форума към сайта www.knigi-igri.bg (първоначално .net).